# Films américains sortis en 1926
Listes de films américains
- 1922
- 1923
- 1924
- 1925
- 1926
- 1927
- 1928
- 1929
- 1930

Liste (non exhaustive) de films américains sortis en 1926.

## A-Z (par ordre alphabétique des titres en anglais)
| Titre                           | Réalisateur                   | Distribution                                                  | Genre                    | Notes                                       |
| ------------------------------- | ----------------------------- | ------------------------------------------------------------- | ------------------------ | ------------------------------------------- |
| 3 Bad Men                       | John Ford                     | George O'Brien, Olive Borden                                  | Western                  |                                             |
| Aloma of the South Seas         | Charles R. Bowers, Bud Fisher | Gilda Gray, Warner Baxter, Percy Marmont                      | Comédie                  |                                             |
| The Amateur Gentleman           | Sidney Olcott                 | Richard Barthelmess, Brandon Hurst                            |                          |                                             |
| The American Venus              | Frank Tuttle                  | Esther Ralston, Louise Brooks et Edna May Oliver              | Comédie                  |                                             |
| The Auction Block               | Hobart Henley                 | Charlie Ray, Eleanor Boardman                                 | Comédie                  |                                             |
| Bardelys the Magnificent        | King Vidor                    | John Gilbert, Eleanor Boardman                                | Film d'amour             |                                             |
| The Barrier                     | George W. Hill                | Lionel Barrymore, Marceline Day                               | Drame                    |                                             |
| The Bat                         | Roland West                   | Tullio Carminati, Robert McKim, Jewel Carmen, Louise Fazenda  | Film à énigme, thriller  |                                             |
| Battling Butler                 | Buster Keaton                 | Buster Keaton, Sally O'Neil                                   | Comédie                  |                                             |
| Beau Geste                      | Herbert Brenon                | Ronald Colman, Neil Hamilton                                  |                          |                                             |
| The Bells                       | James Young                   | Lionel Barrymore, Caroline Frances Cooke                      | Crime Thriller           |                                             |
| Bertha, the Sewing Machine Girl | Irving Cummings               | Madge Bellamy, Sally Phipps et Anita Garvin                   | Mélodrame                |                                             |
| The Better 'Ole                 | Charles Reisner               | Syd Chaplin, Harold Goodwin, Edgar Kennedy                    | Mélodrame                |                                             |
| Beverly of Graustark            | Sidney Franklin               | Marion Davies, Antonio Moreno                                 |                          |                                             |
| The Blackbird                   | Tod Browning                  | Lon Chaney, Owen Moore, Renée Adorée                          | Drame                    |                                             |
| The Black Pirate                | Albert Parker                 | Douglas Fairbanks, Billie Dove                                | Film de cape et d'épée   |                                             |
| The Blind Goddess               | Victor Fleming                | Jack Holt, Esther Ralston                                     | Drame                    |                                             |
| La Bohème                       | King Vidor                    | Lillian Gish, John Gilbert, Renée Adorée                      |                          |                                             |
| The Boy Friend (en)             | Monta Bell                    | Marceline Day, John Harron                                    | Drame                    |                                             |
| Brown of Harvard                | Jack Conway                   | William Haines, Jack Pickford, Mary Brian                     | Football américain       |                                             |
| Bucking the Truth               | Milburn Morante               | Pete Morrison, Brinsley Shaw                                  | Western                  |                                             |
| The Campus Flirt                | Clarence Badger               | Bebe Daniels, El Brendel, Jimmy Hall                          | Comédie                  |                                             |
| The Canyon of Light             | Benjamin Stoloff              | Tom Mix, Dorothy Dwan, Barry Norton                           | Western                  |                                             |
| The Cat's Pajamas               | William A. Wellman            | Betty Bronson et Ricardo Cortez                               | Comédie                  |                                             |
| The Caveman                     | Lewis Milestone               | Matt Moore, Marie Prevost et Myrna Loy                        | Comédie                  |                                             |
| The Cheerful Fraud              | William A. Seiter             | Reginald Denny et Gertrude Olmstead                           | Comédie                  |                                             |
| The City                        | Roy William Neill             | May Allison, Robert Frazer, George Irving                     | Drame                    |                                             |
| College Days                    | Richard Thorpe                | Marceline Day, Charles Delaney                                | Comédie dramatique       |                                             |
| The Combat                      | Lynn Reynolds                 | House Peters, Wanda Hawley, Walter McGrail                    | Western                  |                                             |
| The Cowboy and the Countess     | Roy William Neill             | Buck Jones et Diana Miller                                    | Western                  |                                             |
| Crazy Like a Fox                | Leo McCarey                   | Charley Chase et Martha Sleeper                               | Comédie                  |                                             |
| Cruise of the Jasper B          | James W. Horne                | Rod La Rocque, Mildred Harris, Snitz Edwards                  | Comédie                  |                                             |
| The Dancer of Paris             | Alfred Santell                | Conway Tearle, Dorothy Mackaill                               | Drame                    |                                             |
| Dangerous Traffic               | Bennett Cohen                 | Ralph Bushman, Mildred Harris, Jack Perrin                    | Drame                    |                                             |
| The Demon                       | Clifford Smith                | Jack Hoxie, Lola Todd                                         | Western                  |                                             |
| The Devil's Circus              | Benjamin Christensen          | Norma Shearer, Charles Emmett Mack                            | Mélodrame                |                                             |
| Don Juan                        | Alan Crosland                 | John Barrymore, Mary Astor, Jane Winton, Estelle Taylor       |                          |                                             |
| Ella Cinders                    | Alfie Green                   | Colleen Moore, Lloyd Hughes et Harry Langdon                  | Comédie                  |                                             |
| Fine Manners                    | Richard Rosson                | Gloria Swanson, Eugene O'Brien, Helen Dunbar                  | Comédie                  |                                             |
| Flesh and the Devil             | Clarence Brown                | John Gilbert, Greta Garbo                                     | Mélodrame                |                                             |
| The Flying Ace                  | Richard E. Norman             | Laurence Criner                                               | Aventure, film de guerre |                                             |
| Fool's Luck (en)                | Fatty Arbuckle                | Lupino Lane, George Davis                                     |                          |                                             |
| Fools of Fashion                | James C. McKay                | Mae Busch, Marceline Day                                      | Comédie                  |                                             |
| For Heaven's Sake               | Sam Taylor                    | Harold Lloyd, Jobyna Ralston                                  | Comédie                  |                                             |
| The Gay Deceiver                | John M. Stahl                 | Lew Cody, Marceline Day                                       | Comédie                  |                                             |
| The General                     | Clyde Bruckman, Buster Keaton | Buster Keaton, Marion Mack                                    | Comédie                  |                                             |
| Good and Naughty                | Malcolm St. Clair             | Pola Negri, Tom Moore, Stuart Holmes                          | Comédie Romantique       |                                             |
| The Great K and A Train Robbery | Lewis Seiler                  | Tom Mix et Dorothy Dwan                                       | Western                  |                                             |
| Hands Up!                       | Clarence G. Badger            | Raymond Griffith et Virginia Lee Corbin                       | Comédie                  |                                             |
| Hell's Four Hundred             | John Griffith Wray            | Harrison Ford, Marceline Day                                  | Drame                    |                                             |
| High Steppers                   | Edwin Carewe                  | Mary Astor, Lloyd Hughes, Dolores del Río                     | Drame                    |                                             |
| The Highblinders                | George Terwilliger            | Marjorie Daw, George Hackathorne                              | Drame                    |                                             |
| His Private Life (en)           | Fatty Arbuckle                | Lupino Lane, George Davis, Glen Cavender                      | Comédie                  |                                             |
| Honesty - The Best Policy       | Chester Bennett               | Rockliffe Fellowes, Johnnie Walker, Pauline Starke            | Comédie                  |                                             |
| Irene                           | Alfred E. Green               | Colleen Moore, Lloyd Hughes, George K. Arthur et Edward Earle | Comédie romantique       |                                             |
| It's the Old Army Game          | A. Edward Sutherland          | W.C. Fields, Louise Brooks, William Gaxton                    | Comédie                  |                                             |
| The Johnstown Flood             | Irving Cummings               | George O'Brien, Janet Gaynor, Florence Lawrence               | Film dramatique          |                                             |
| Just Another Blonde             | Alfred Santell                | Jack Mulhall, Dorothy Mackaill                                | Comédie                  |                                             |
| Kid Boots                       | Frank Tuttle                  | Clara Bow, Eddie Cantor, Billie Dove                          | Comédie                  |                                             |
| Kosher Kitty Kelly              | James W. Horne                | Viola Dana                                                    | Comédie                  |                                             |
| Let's Get Married               | Gregory La Cava               | Richard Dix, Lois Wilson, Nat Pendleton                       | Comédie                  |                                             |
| The Little Giant                | William Nigh                  | Edna Murphy, Glenn Hunter                                     | Comédie                  |                                             |
| London                          | Herbert Wilcox                | Dorothy Gish, Adelqui Migliar, Elissa Landi                   | Mélodrame                |                                             |
| Lost at Sea                     | Louis J. Gasnier              | Huntley Gordon, Jane Novak, Lowell Sherman                    | Drame                    |                                             |
| The Love Thief                  | John McDermott                | Norman Kerry, Greta Nissen, Marc McDermott                    | Romance                  |                                             |
| Madame Mystery                  | Stan Laurel                   | Theda Bara, Oliver Hardy, James Finlayson                     |                          |                                             |
| That Model from Paris           | Louis J. Gasnier              | Marceline Day, Bert Lytell                                    | Comédie dramatique       |                                             |
| The Magician                    | Rex Ingram                    | Alice Terry, Paul Wegener                                     | Film d'horreur           |                                             |
| Mare Nostrum                    | Rex Ingram                    | Antonio Moreno, Alice Terry                                   |                          |                                             |
| Men of Steel (1926 film)        | George Archainbaud            | Milton Sills, Doris Kenyon et May Allison                     | Drame                    | basé sur United States Flavor de R. G. Kirk |
| The Nervous Wreck               | Scott Sidney                  | Harrison Ford, Phyllis Haver                                  | Comédie                  |                                             |
| The Night Cry                   | Herman C. Raymaker            | John Harron, June Marlowe, Heinie Conklin                     | Drame                    |                                             |
| Old Ironsides                   | James Cruze                   | Charles Farrell, Esther Ralston                               | Film d'aventure          |                                             |
| One Sunday Morning (en)         | Fatty Arbuckle                | Lloyd Hamilton                                                |                          |                                             |
| The Outsider                    | Rowland V. Lee                | Jacqueline Logan, Lou Tellegen                                | Drame                    |                                             |
| Pals First                      | Edwin Carewe                  | Dolores del Río, Lloyd Hughes, Rita Carewe                    | Comédie                  |                                             |
| The Rainmaker                   | Clarence G. Badger            | William Collier Jr., Georgia Hale, Ernest Torrence            | Drame                    |                                             |
| Red Hot Leather                 | Al Rogell                     | Jack Hoxie                                                    | Western                  |                                             |
| Remember                        | David Selman                  | Dorothy Phillips, Earl Metcalfe, Lola Todd                    | Drame                    |                                             |
| The Road to Glory               | Howard Hawks                  | May McAvoy, Ford Sterling, Leslie Fenton                      | Drame                    |                                             |
| The Road to Mandalay            | Tod Browning                  | Lon Chaney, Lois Moran                                        | Drame                    |                                             |
| The Scarlet Letter              | Victor Sjöström               | Lillian Gish, Lars Hanson, Henry B. Walthall, Karl Dane       | Drame                    |                                             |
| The Sea Beast                   | Millard Webb                  | John Barrymore, Dolores Costello, George O'Hara               |                          |                                             |
| Sea Horses                      | Allan Dwan                    | Jack Holt, Florence Vidor, William Powell                     |                          |                                             |
| The Sea Wolf                    | Gilbert M. Anderson           | Ralph Ince, Claire Adams, Theodore von Eltz                   | Drame                    |                                             |
| The Show Off                    | Malcolm St. Clair             | Ford Sterling, Louise Brooks                                  | Comédie                  |                                             |
| The Silver Treasure             | Rowland V. Lee                | George O'Brien, Helena D'Algy, Hedda Hopper                   |                          |                                             |
| Sin Cargo                       | Louis J. Gasnier              | Shirley Mason, Earl Metcalfe, Robbie Frazer                   | Romance                  |                                             |
| The Son of the Sheik            | George Fitzmaurice            | George Fawcett, Vilma Bánky, Montagu Love                     |                          |                                             |
| So This Is Paris                | Ernst Lubitsch                | Monte Blue, Patsy Ruth Miller, George Beranger                | Comédie                  |                                             |
| So's Your Old Man               | Gregory La Cava               | W. C. Fields, Alice Joyce, Charles Rogers                     | Comédie                  |                                             |
| The Sorrows of Satan            | D. W. Griffith                | Adolphe Menjou, Ricardo Cortez, Carol Dempster, Lya De Putti  | Fantasy                  |                                             |
| Sparrows                        | William Beaudine              | Mary Pickford, Roy Stewart, Gustav von Seyffertitz            |                          |                                             |
| The Speed Limit                 | Frank O'Connor                | Raymond McKee, Ethel Shannon                                  | Comédie Romantique       |                                             |
| Stella Maris                    | Charles Brabin                | Mary Philbin, Elliott Dexter, Gladys Brockwell                | Drame                    |                                             |
| Stepping Along                  | Charles Hines                 | Johnny Hines, Mary Brian, William Gaxton                      | Comédie                  |                                             |
| Stop, Look and Listen           | Bob Montgomery                | Larry Semon, Dorothy Dwan                                     | Comédie                  |                                             |
| Striving for Fortune            | Nat Ross                      | George Walsh, Tefft Johnson                                   | Drame                    |                                             |
| The Strong Man                  | Frank Capra                   | Harry Langdon, Priscilla Bonner, Gertrude Astor               | Comédie                  |                                             |
| Sweet Rosie O'Grady             | Frank R. Strayer              | Cullen Landis, Shirley Mason, E. Alyn Warren                  | Mélodrame                |                                             |
| Swell Hogan                     | Gilbert M. Anderson           | Ralph Graves                                                  |                          |                                             |
| The Taxi Mystery                | Fred Windemere                | Edith Roberts et Robert Agnew                                 |                          |                                             |
| The Temptress                   | Fred Niblo, Mauritz Stiller   | Greta Garbo, Antonio Moreno                                   | Drame                    |                                             |
| Torrent                         | Monta Bell                    | Greta Garbo, Ricardo Cortez                                   | Film d'amour             |                                             |
| Tramp, Tramp, Tramp             | Harry Edwards, Frank Capra    | Harry Langdon, Joan Crawford                                  | Comédie                  |                                             |
| A Trip to Chinatown             | Robert P. Kerr                | Earle Foxe, Maggie Livingston, Anna May Wong                  |                          |                                             |
| Twinkletoes                     | Charles Brabin                | Colleen Moore et Kenneth Harlan                               | Drame                    |                                             |
| The Unknown Soldier             | Renaud Hoffman                | Marguerite De La Motte, Chucky Mack                           | Drame                    |                                             |
| The Volga Boatman               | Cecil B. DeMille              | William Boyd, Elinor Fair                                     | Drame                    |                                             |
| What Price Glory?               | Raoul Walsh                   | Edmund Lowe, Victor McLaglen, Dolores del Río                 | Film de guerre           |                                             |
| Western Pluck                   | Travers Vale                  | Art Acord, Marceline Day                                      | Western                  |                                             |
| The Winning of Barbara Worth    | Henry King                    | Ronny Colman, Vilma Bánky, Gary Cooper                        | Western                  |                                             |
| A Woman of the Sea              | Josef von Sternberg           | Edna Purviance, Raymond Bloomer                               |                          |                                             |